# Războiul Succesiunii Spaniole
Războiul Succesiunii Spaniole (1701–1714) s-a dat între mai multe puteri europene, în principal spaniolii loiali arhiducelui Carol, Sfântul Imperiu Roman, Regatul Marii Britanii, Republica Țărilor de Jos, Portugalia și Ducatul de Savoia pe de o parte, respectiv spaniolii loiali lui Filip al V-lea, Franța și electoratul Bavariei pe de altă parte, și a fost cauzat de posibila unificare a regatelor Spaniei și Franței sub un unic monarh din casa de Bourbon. O astfel de unire ar fi schimbat drastic echilibrul puterilor. Războiul s-a dat mai ales în Europa dar a inclus și Războiul Reginei Ana din America de Nord și a fost marcat de prezența unor generali remarcabili, printre care ducele de Villars, ducele de Berwick, ducele de Marlborough și prințul Eugen al Savoiei. A avut ca rezultat recunoașterea lui Filip ca rege al Spaniei, cu obligativitatea de a renunța la revendicarea tronului Franței și de a ceda mare parte din posesiunile coroanei spaniole Sfântului Imperiu Roman, Republicii Țărilor de Jos, Savoiei și Marii Britanii, destrămând imperiul european al Spaniei.
În 1700, Carol al II-lea, ultimul monarh spaniol din dinastia Habsburg, a murit fără urmași, lăsându-și averea moștenire lui Filip, nepotul surorii sale și al regelui Ludovic al XIV-lea al Franței. Filip a devenit astfel Filip al V-lea al Spaniei; fiind și cel mai tânăr fiu al delfinului Franței, Filip era în linia de succesiune la tronul Franței. Perspectiva ca imperiul multicontinental spaniol să treacă sub controlul lui Ludovic al XIV-lea a determinat ca o largă coaliție de puteri să se opună succesiunii lui Filip.
Războiul a debutat încet, împăratul Leopold luptând să apere revendicările Habsburgilor austrieci asupra moștenirii spaniole. Pe măsură ce Ludovic al XIV-lea a început să-și extindă teritoriile, și alte țări europene (în principal Anglia, Portugalia și Țările de Jos) au intrat în război de partea Sfântului Imperiu Roman pentru a contracara expansiunea franceză. Alte state s-au alăturat coaliției împotriva Franței și Spaniei într-o tentativă de a prelua noi teritorii sau de a-și proteja dominioanele. Spania a fost ea însăși împărțită in ce privește succesiunea.
Războiul a fost centrat în Spania și în Europa de Vest și Centrală (mai ales în Țările de Jos), alte lupte importante dându-se în Germania și Italia. Prințul Eugen și ducele de Marlborough s-au distins ca lideri militari în Țările de Jos. Războiul nu s-a dat doar în Europa, ci și în Indiile de Vest și în America de Nord și de Sud unde conflictul a fost denumit de coloniștii englezi Queen Anne's War (Războiul Reginei Ana). Circa 400.000 de oameni au murit în lupte.
Războiul a luat sfârșit prin semnarea tratatelor de la Utrecht (1713) și Rastatt (1714). Ca urmare, Filip al V-lea a rămas rege al Spaniei dar a renunțat la succesiunea la tronul Franței, evitând unirea celor două regate. Austriecii au cucerit mare parte din teritoriile spaniole din Italia și Țările de Jos. Hegemonia franceză asupra Europei continentale a luat sfârșit și ideea echilibrului puterilor a devenit parte a ordinii mondiale. Filip a revitalizat rapid ambițiile spaniole; profitând de vidul de putere cauzat de moartea lui Ludovic al XIV-lea în 1715, Filip a anunțat că va revendica din nou tronul Franței în cazul morții tânărului Ludovic al XV-lea și a încercat să recucerească teritoriile spaniole din Italia, declanșând Războiul Cvadruplei Alianțe în 1717.

## Context
Întrucât Carol al II-lea al Spaniei era infirm și bolnav mintal încă din copilărie, era clar că nu va avea moștenitori. Astfel s-a ivit problema moștenirii tronului regatelor spaniole — nu doar Spania propriu-zisă, ci și dominioanele din Italia, din Țările de Jos, Filipine și din Americi. În absența unui moștenitor direct, a trebuit să se caute candidați printre descendenții surorilor regelui, fiecare dintre ei având drepturi similare, dar implicații politice foarte diferite: rețeta unui conflict sigur. Două dinastii revendicau tronul Spaniei: Bourbonii francezi și Habsburgii austrieci, ambele înrudite îndeaproape cu Carol și cu tatăl său, Filip al IV-lea.
Moștenitorul proprietăților lui Carol al II-lea a fost Ludovic, Le Grand Dauphin, fiul surorii sale vitrege, Maria Theresa și al lui Ludovic al XIV-lea al Franței. Ludovic și Carol erau și veri primari, întrucât bunica lui Ludovic, Ana de Austria, era sora tatălui lui Carol, Filip al IV-lea al Spaniei. Delfinul, însă, fiind primul în linia de succesiune la tronul Franței, era o alegere problematică: el ar fi unit coroanele franceză și spaniolă și ar fi controlat un vast imperiu care ar fi amenințat echilibrul puterilor europene. Mai mult, atât Ana cât și Maria Theresa renunțaseră prin căsătorie la drepturile lor asupra succesiunii spaniole, deși în cazul ultimei, renunțarea la drepturile de succesiune nu era validă, întrucât fusese condiționată de plata de către Spania a zestrei Infantei, plată ce nu a fost efectuată.
Un candidat alternativ a fost împăratul Sfântului Imperiu Roman, Leopold I, din dinastia austriacă a Habsburgilor. Ca și Ludovic al XIV-lea, Leopold era văr primar cu regele Spaniei și nepot al lui Filip al IV-lea pe linie maternă, mama sa fiind soră mai mică a lui Filip al IV-lea (Maria Anna a Spaniei); mai mult, Filip al IV-lea stipulase în testamentul său că linia de succesiune va trece în familia Habsburgilor. Candidatura lui Leopold, însă, punea mari probleme, întrucât prin succesiunea sa s-ar fi reunit elemente ale puternicului imperiu Hispano-Austriac Habsburgic din secolul al XVI-lea. În parte pentru a preveni obiecțiile Franței asupra acestui rezultat, în 1668, la doar trei ani după urcarea pe tron a lui Carol al II-lea, Leopold (care atunci nu avea copii) a acceptat o împărțire a teritoriilor spaniole între Bourboni și Habsburgi, deși testamentul lui Filip al IV-lea l-ar fi îndreptățit la întreaga moștenire. Această poziție s-a schimbat în 1689 când Leopold și-a asigurat susținerea lui William al III-lea al Angliei pentru a revendica întreg Imperiul Spaniol în schimbul ajutorului lui Leopold împotriva Franței în Războiul Marii Alianțe (1688-1697).
Între timp, în 1692 s-a născut un nou candidat la tronul Spaniei. Prințul elector Iosif Ferdinand al Bavariei era nepotul lui Leopold I pe linie maternă, aparținând astfel dinastiei Wittelsbach și nu Habsburgilor. Mama sa, Maria Antonia, fusese fiica lui Leopold din prima căsătorie, cu fiica lui Filip al IV-lea, Margareta Theresa. Întrucât Iosif Ferdinand nu era nici Bourbon și nici Habsburg, posibilitatea ca Spania să se unească cu Franța sau cu Austria rămânea astfel redusă. Prințul bavarez nu era moștenitorul legitim al tronului Spaniei conform testamentului lui Filip al IV-lea, dar rămânea un candidat mai puțin periculos decât cei provenind direct din familiile Bourbon sau Habsburg, în pofida disponibilității lui Leopold I și Ludovic al XIV-lea de a delega la tron un membru al altei ramuri a dinastiilor lor: Leopold pe fiul său mai mic, Arhiducele Carol, iar Ludovic pe fiul mai mic al Delfinului său, Filip, duce de Anjou.  Astfel, Iosif Ferdinand a devenit alegerea preferată a Angliei și a Țărilor de Jos pentru a preveni dominarea Europei de Bourboni sau de Habsburgi.
Când a luat sfârșit Războiul Marii Alianțe în 1697, problema succesiunii spaniole devenise deja critică. Anglia și Franța, epuizate de conflict, au semnat tratatul de la Haga, prin care au acceptat să-l recunoască pe Iosif Ferdinand ca moștenitor al tronului spaniol, dar au împărțit teritoriile spaniole din Italia și din Țările de Jos între dinastiile franceză și austriacă. Spaniolii nu au fost, însă, consultați. Când s-a aflat despre acest tratat în 1698, spaniolii s-au opus vehement dezmembrării imperiului lor; deși Carol al II-lea îl acceptase pe prințul bavarez ca moștenitor, el i-a lăsat lui întregul Imperiu Spaniol, și nu doar părțile alese de Anglia și Franța.
Problema a devenit și mai gravă după ce Iosif Ferdinand a murit de variolă în 1699 la șase ani, redeschizând chestiunea succesiunii spaniole. Anglia și Franța au ratificat la scurt timp tratatul de la Londra, prin care tronul Spaniei era lăsat moștenire arhiducelui Carol. Teritoriile italiene aveau să fie anexate de Franța, în vreme ce arhiducele avea să primească restul imperiului Spaniol. Austriecii, care nu erau parte a tratatului, au fost nemulțumiți, în primul rând deoarece doreau să obțină întreaga Spanie și posesiunile ei, și în al doilea rând erau interesați mai ales de teritoriile italiene aflate în vecinătatea Austriei și care erau mai bogate și mai ușor de guvernat. În Spania, opoziția față de tratat era și mai mare; nobilii de la curte s-au unit în a se opune împărțirii, deși nu erau de acord între ei privind dinastia din care avea să facă parte viitorul rege. Oamenii politici filo-francezi erau, însă, majoritari și, în octombrie 1700, Carol al II-lea a acceptat să își lase moștenire întregul teritoriu celui de-al doilea fiu al Delfinului Franței, ducele de Anjou. Carol a luat măsuri de a împiedica o unire a Spaniei cu Franța; dacă Anjou ar fi moștenit cumva tronul francez, Spania ar fi trecut la fratele lui mai mic, ducele de Berri, și astfel arhiducele Carol ar fi fost următorul în linia de succesiune.

## Preludiul

Regele Ludovic al XIV-lea (1638–1715), pictură de Hyacinthe Rigaud (1701).

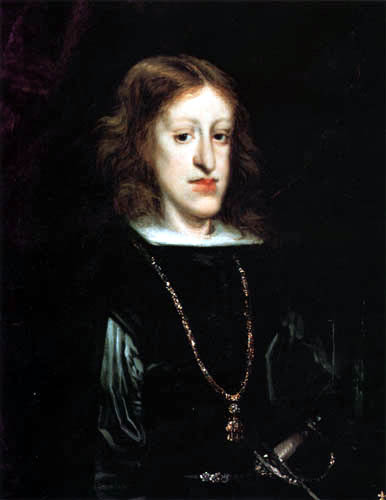
Carol al II-lea, ultimul rege spaniol din dinastia Habsburg. Moartea sa a dus la declanșarea războiului întrucât Franța și Austria luptau pentru Imperiul Spaniol.

Când curtea Franței a aflat pentru prima oară de testament, în pofida victoriei pe hârtie a Bourbonilor, consilierii lui Ludovic al XIV-lea au susținut că este mai sigur să se accepte tratatul de la Londra decât să se riște războiul pretinzând întreaga moștenire spaniolă. Jean-Baptiste Colbert, ministrul francez de externe, a susținut, însă, că, indiferent dacă Franța acceptă întreg Imperiul Spaniol sau doar o parte a lui, tot va trebui să lupte cu Austria, care nu accepta natura împărțirii descrisă prin tratatul de la Londra.
Mai mult, termenii testamentului lui Carol stipulau că lui Anjou i se va oferi de ales între întreg Imperiul Spaniol și nimic; dacă refuza, întreaga moștenire ar fi mers la fratele mai mic al lui Anjou, Carol, duce de Berry sau la arhiducelui Carol al Austriei. Știind că puterile maritime (Anglia și Provinciile Unite) nu vor fi de partea Franței într-o luptă pentru a impune tratatul de împărțire austriecilor și spaniolilor, Ludovic s-a hotărât să accepte moștenirea nepotului său.
Carol al II-lea a murit la 1 noiembrie 1700, iar la 24 noiembrie, Ludovic al XIV-lea l-a proclamat pe Anjou Filip al V-lea, rege al Spaniei. Noul rege a fost declarat conducător al întregului imperiu spaniol, contrar tratatului de la Londra. În ciuda încălcării acordului cu Anglia, William al III-lea nu avea suportul elitelor conducătoare engleze și nici al Provinciilor Unite pentru a declara război Franței, astfel încât a fost obligat să-l recunoască pe Filip rege în aprilie 1701.
Ludovic, însă, a apucat-o pe o cale prea agresivă în a-și asigura hegemonia franceză în Europa. A îndepărtat Anglia și Provinciile Unite din comerțul spaniol, amenințând serios interesele comerciale ale celor două țări. Astfel, William al III-lea a putut să-și asigure susținerea supușilor săi și să negocieze tratatul de la Haga cu Provinciile Unite și cu Austria. Acordul, parafat la 7 septembrie 1701, îl recunoștea pe Filip al V-lea ca rege al Spaniei, dar dădea Austriei ceea ce-și dorea mai mult: teritoriile spaniole din Italia. Drept condiție, Austria accepta și Țările de Jos Spaniole, protejând acea regiune crucială de controlul francez. Între timp, Anglia și Provinciile Unite, aveau să primească drepturi comerciale în Spania.

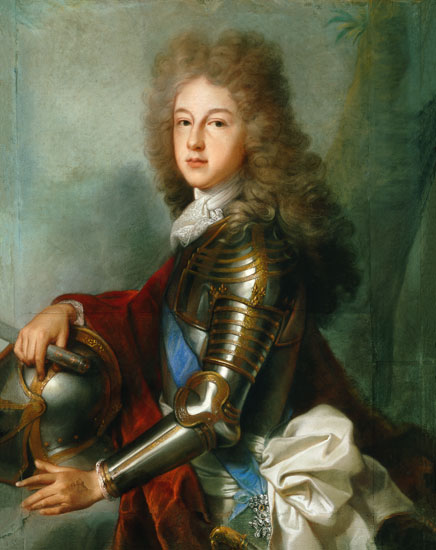
Regele Filip al V-lea al Spaniei, de Joseph Vivien (1657–1734).

La câteva zile după semnarea tratatului, predecesorul lui William al III-lea la tronul Angliei, Iacob al II-lea, care fusese detronat de William în 1688, a murit în Franța. Anglia și Provinciile Unite începuseră deja să strângă armată și acum, deși Ludovic îl tratase pe William ca pe rege al Angliei după tratatul de la Ryswick, acum îl considera pe fiul lui Iacob al II-lea, catolicul James Francis Edward Stuart („vechiul pretendent”), ca monarh de drept. Acțiunile lui Ludovic au înstrăinat și mai mult opinia publică engleză și i-au dat lui William argumente pentru a începe războiul.
Conflictul armat a început lent, forțele austriece ale prințului Eugen de Savoia invadând Ducatul Milanului, unul din teritoriile spaniole din Italia, determinând intervenția franceză. Anglia, Provinciile Unite și mare parte din statele germane (în primul rând Prusia și Hanovra), au fost de partea Austriei. Electorii Wittelsbach ai Bavariei și Kölnului au fost de partea Franței și a Spaniei. Portugalia, inițial aliată cu Franța, a întors armele de la început, semnând tratatul de la Methuen. În Spania, cortesurile Aragonului, Valenciei și Cataloniei (regiuni ale Coroanei de Aragon) s-au declarat în favoarea arhiducelui austriac.
Deși William al III-lea a murit în 1702, succesoarea sa în Anglia, regina Ana, a continuat cu hotărâre războiul, sub îndrumarea miniștrilor ei Godolphin și Marlborough.

## Primele lupte: 1701–1703

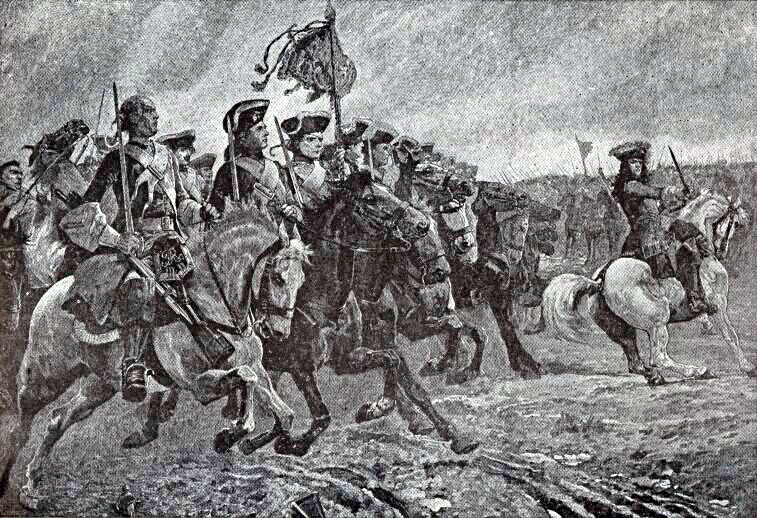
Ducele de Villars conduce cavaleria spre victorie în bătălia de la Friedlingen, ilustrație de Richard Caton Woodville.

În 1702, Eugen a luptat în Italia, unde francezii erau conduși de ducele de Villeroi, pe care Eugen l-a învins și l-a luat prizonier în bătălia de la Cremona la 1 februarie. Villeroi a fost apoi înlocuit de ducele de Vendôme care, în pofida rezultatului nedecis al bătăliei de la Luzzara din august și a unei superiorități numerice considerabile, nu a fost capabil să-l îndepărteze pe Eugene din Italia.
Între timp, Marlborough conducea forțele combinate engleze, olandeze și germane în Țările de Jos, unde a capturat mai multe cetăți importante, dintre care se remarcă Liège. Pe Rin, o armată imperială condusă de Ludovic de Baden a cucerit Landau în septembrie, dar amenințarea ce plana asupra Alsaciei a fost înlăturată de intrarea în război de partea francezilor a lui prințului-elector al Bavariei. Prințul Ludovic a fost obligat să se retragă peste Rin, unde a fost învins de o armată franceză condusă de Claude Louis Hector de Villars la Friedlingen. Amiralul englez Sir George Rooke a câștigat și el o importantă bătălie navală, bătălia din golful Vigo, soldată cu distrugerea totală a flotei spaniole a Indiilor.
Anul următor, deși Marlborough a cucerit Bonnul și l-a izgonit în exil pe elector Kölnului, el nu a reușit să cucerească și Anvers-ul, iar francezii au avut mai multe reușite în Germania. O armată franco-bavareză condusă de Villars și Max Emanuel al Bavariei au învins armatele imperiale ale lui Ludovic de Baden și Hermann Styrum, dar ezitările prințului elector au împiedicat un marș asupra Vienei, ceea ce a dus la demiterea lui Villars. Victoriile francezilor în sudul Germaniei au continuat, însă, și după plecarea lui Villars, cu o nouă armată condusă de Camille de Tallard victorioasă în Palatinat. Liderii francezi s-au lansat în proiecte ample, intenționând să cucerească Viena în anul următor cu o armată combinată franco-bavareză. Până la sfârșitul lui 1703, Franța a suferit, însă, din cauza trecerii de partea cealaltă ale Portugaliei și Savoiei. Între timp, englezii, care erau la până atunci de părere că Filip poate rămâne pe tronul Spaniei în anumite condiții, au hotărât că interesele lor comerciale vor fi mai sigure în mâinile arhiducelui Carol.

## Faza de mijloc: 1704–1709

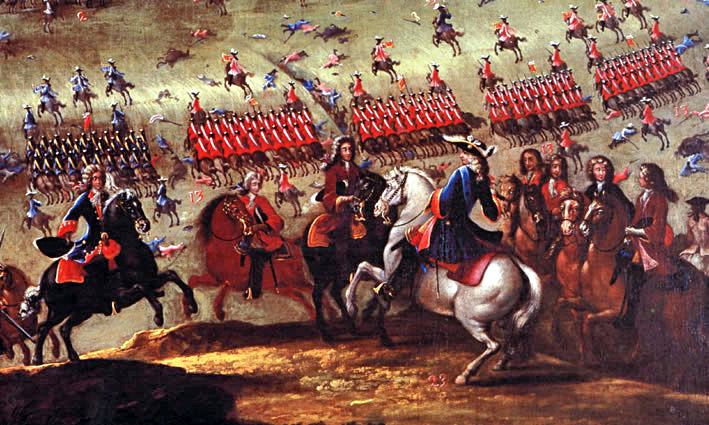
Armata franco-spaniolă condusă de ducele de Berwick a învins decisiv forțele aliate ale Portugaliei, Marii Britanii și ale Republicii Țărilor de Jos în bătălia de la Almansa.

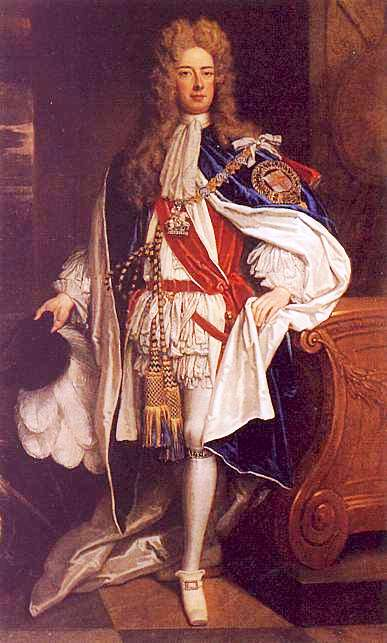
Ducele de Marlborough a fost comandantul forțelor engleze, germane și olandeze.

În 1704, planul francez era de a utiliza armata lui Villeroi în Țările de Jos pentru a-l ține în șah pe Marlborough, în vreme ce Tallard și armata franco-bavareză condusă de Max Emanuel și de Ferdinand de Marsin, înlocuitorul lui Villars, să mărșăluiască spre Vienna.
Marlborough — ignorând dorințele olandezilor, care preferau să-și păstreze trupele în Țările de Jos — a condus trupele anglo-olandeze spre sud în Germania; Eugen, între timp, a avansat spre nord din Italia cu armata austriacă. Obiectivul acestor manevre era de a preveni avansul armatei franco-bavareze spre Viena. După ce au făcut joncțiunea, forțele lui Marlborough și ale lui Eugen i-au înfruntat pe francezii lui Tallard în bătălia de la Blenheim, o victorie răsunătoare pentru Marlborough și Eugen, care a avut efectul de a scoate Bavaria din război. În acel an, Anglia a obținut un alt succes important, cucerind Gibraltarul din Spania, cu ajutorul forțelor olandeze conduse de prințul George de Hessa-Darmstadt, în numele arhiducelui Carol.
În urma bătăliei de la Blenheim, Marlborough și Eugen s-au despărțit din nou, primul plecând în Țările de Jos, iar al doilea în Italia. În 1705, nici francezii și nici aliații nu au făcut vreun progres pe niciun teatru de război. Deși tentativa lui Marlborough de invadare a Franței de-a lungul râului Moselle nu s-a concretizat, și deși a reușit să-l prindă pe picior greșit pe Villeroi și să rupă liniile inamice în Brabant, nu a reușit să-l aducă pe comandantul francez în luptă. Villars și Ludovic de Baden au manevrat nehotărât pe Rin, ca și Vendôme și Eugen în Italia. Blocajul a fost rupt în 1706, când Marlborough i-a îndepărtat pe francezi din toate Țările de Jos Spaniole, învingând decisiv trupele lui Villeroi în bătălia de la Ramillies din mai, urmată de cucerirea Anvers-ului și Dunkerque-ului. Prințul Eugen a avut și el succes; în septembrie, în urma plecării lui Vendôme pentru a readuna armata distrusă din Țările de Jos, iar el și ducele de Savoia le-au produs mari pierderi francezilor conduși de ducelui de Orléans și de Marsin în bătălia de la Torino, izgonindu-i din Italia până la sfârșitul anului.
Acum, că Franța fusese îndepărtată din Germania, din Țările de Jos și din Italia, Spania a devenit centrul activităților militare în următorii ani. În 1706, generalul portughez Marquês das Minas a condus o invazie a Spaniei dinspre Portugalia, reușind să cucerească Madridul. Până la sfârșitul anului, Madridul a fost, însă, recuperat de o armată condusă de Filip al V-lea și de ducele de Berwick (fiul nelegitim al lui Iacob al II-lea al Angliei, luptând pentru armata franceză). Earlul de Galway a condus o nouă încercare de cucerire a Madridului în 1707, dar Berwick i-a învins în bătălia de la Almansa la 25 aprilie. Începând de atunci, războiul din Spania s-a transformat definitiv într-o serie de mici ciocniri neconcludente.

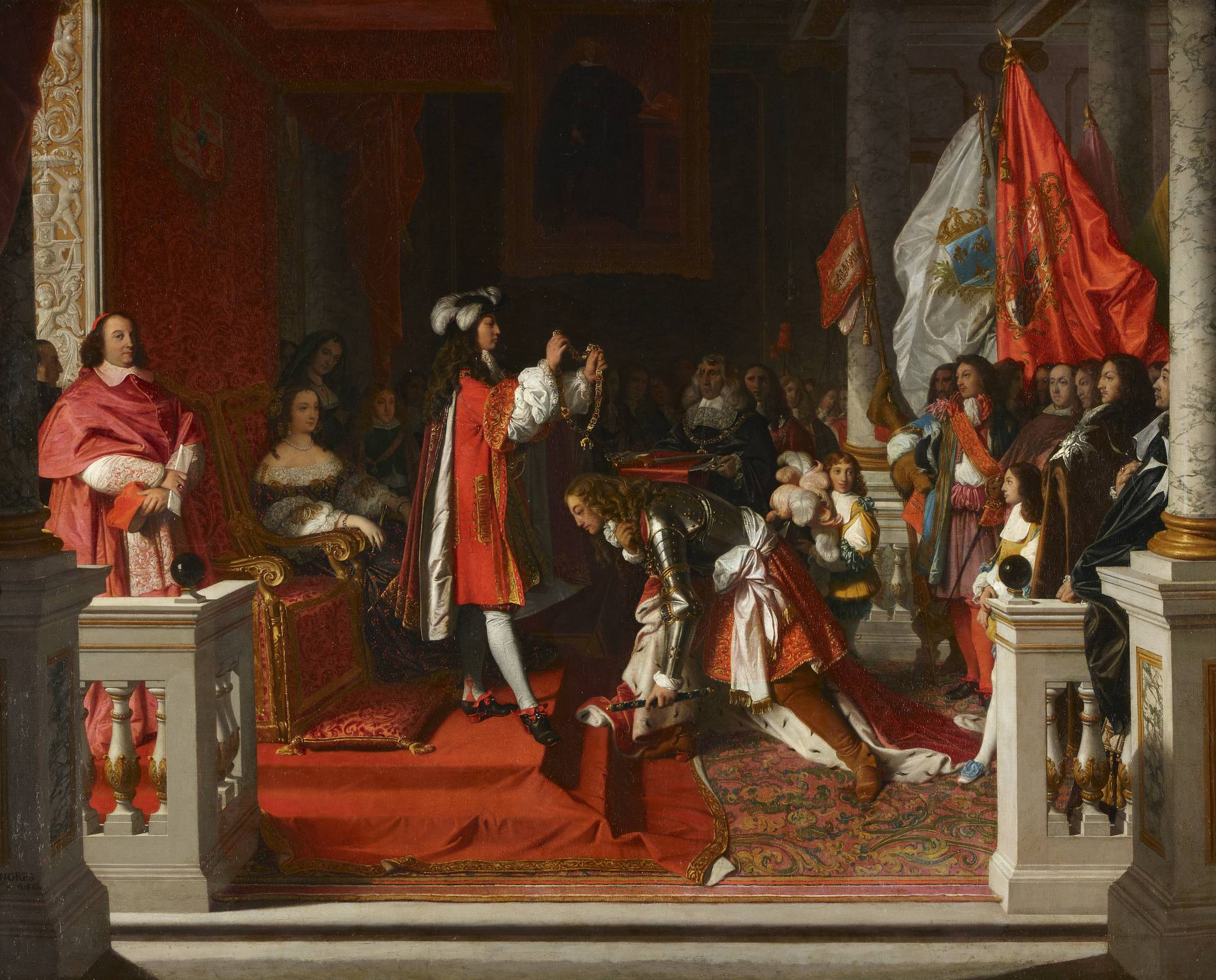
Regele Filip al V-lea al Spaniei făcându-l pe ducele de Berwick cavaler al Lânei de Aur după bătălia de la Almansa; ulei pe pânză de Jean Dominique Auguste Ingres.

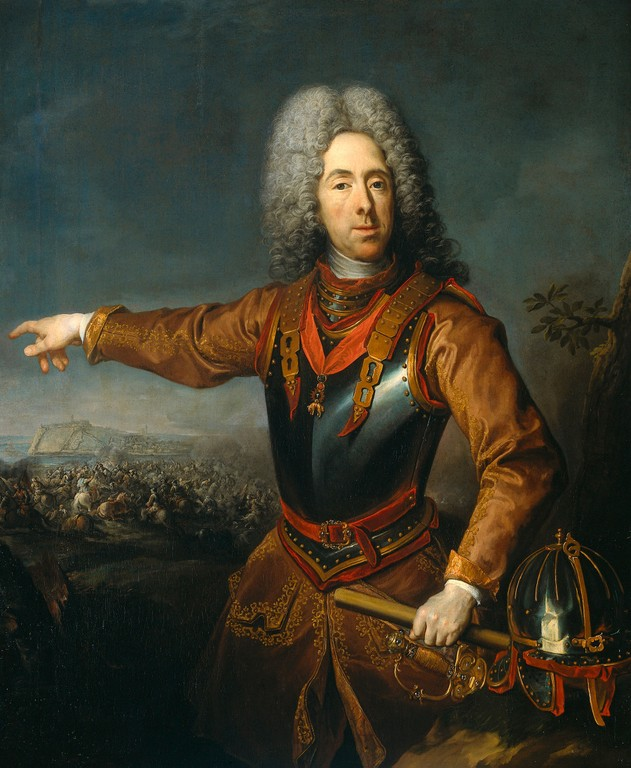
Prinţul Eugen de Savoia, de Jacob van Schuppen. Eugen a luptat de partea lui Marlborough la Blenheim, Oudenaarde și Malplaquet.

În 1707, războiul s-a intersectat pentru scurt timp cu Marele Război al Nordului, război dus simultan în Europa de Nord. O armată suedeză condusă de Carol al XII-lea a sosit în Saxonia, unde îl urmărise pe prințul elector August al II-lea și îl obligase să renunțe la revendicarea tronului Poloniei. Atât francezii, cât și aliații au trimis emisari în tabăra lui Carol, iar francezii sperau să-l încurajeze să își îndrepte armata împotriva împăratului Iosif I, despre Carol considera că-l trădase susținându-l pe August. Carol, căruia îi plăcea să se considere un mare apărător al Europei protestante, îl displăcea pe Ludovic al XIV-lea pentru cum îi trata el pe hughenoți, și nici nu era interesat de războiul occidental. El și-a îndreptat, în schimb, atenția asupra Rusiei.
Tot în 1707, prințul Eugen a condus o invazie aliată a Franței de sud dinspre Italia, dar armata franceză l-a oprit. Marlborough, între timp, a rămas în țările de jos, unde a cucerit un șir nesfârșit de cetăți. În 1708, armata lui Marlborough s-a ciocnit cu francezii, afectați de probleme de conducere: comandanții lor, ducele de Burgundia (nepotul lui Ludovic al XIV-lea) și ducele de Vendôme se contraziceau frecvent, primul luând adesea decizii militare greșite. Insistențele ducelui de Burgundia ca armata franceză să nu atace, a dus la o nouă joncțiune a trupelor lui Marlborough cu armata lui Eugen, ceea ce a permis armatei aliate să-i învingă pe francezi în bătălia de la Oudenaarde, după care să cucerească orașul Lille. În Italia, austriecii au distrus mai multe orașe, printre care Forlì (1708).
Dezastrele de la Oudenaarde și Lille au dus Franța în pragul ruinei. Ludovic al XIV-lea a fost obligat să negocieze; el l-a trimis pe ministrul de externe, marchizul de Torcy, să se întâlnească la Haga cu comandanții aliați. Ludovic a acceptat să cedeze Spania și toate teritoriile sale aliaților, cerând doar să păstreze Neapole (în Italia). El era pregătit să dea și bani pentru a ajuta la înlăturarea lui Filip al V-lea din Spania. Aliații au cerut însă niște condiții mai umilitoare: ca Ludovic să folosească armata franceză pentru a-și detrona propriul nepot. Acesta a respins oferta și a ales să continue lupta până la capăt. A făcut un apel la poporul francez, obținând numeroși noi voluntari pentru armată.
În 1709, Aliații au încercat trei invazii ale Franței, dar două au fost foarte mici. O tentativă mai serioasă a fost lansată când Marlborough și Eugen au avansat spre Paris. Ei s-au ciocnit cu francezii conduși de ducele de Villars în bătălia de la Malplaquet, cea mai sângeroasă a războiului. Deși aliații i-au învins pe francezi, ei au pierdut peste douăzeci de mii de oameni, în comparație cu doar zece mii de francezi. Aliații au capturat orașul Mons dar nu au putut profita de victorie. Bătălia a marcat punctul de cotitură al războiului; deși victorioși, aliații nu au putut finaliza invazia, suferind prea multe pierderi.

## Faza finală: 1710–1714

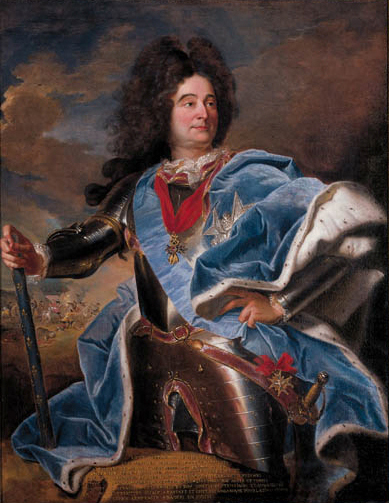
Mareşalul Villars (1653–1734) a salvat situația pentru Franța în Războiul Succesiunii Spaniole.

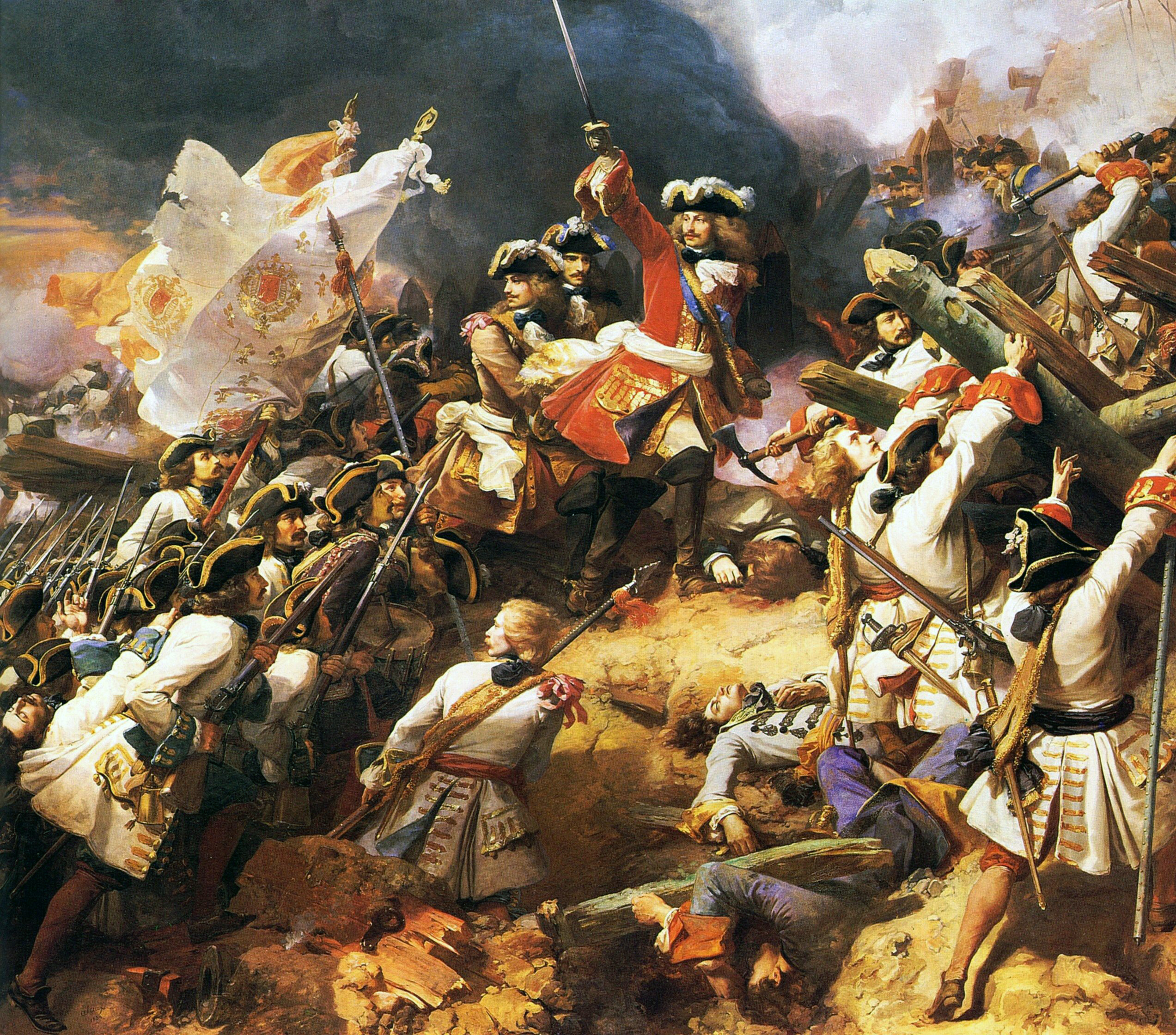
Mareşalul Villars conduce șarja franceză în bătălia de la Denain. Ulei pe pânză, 1839.

În 1710, aliații au lansat o ultimă campanie în Spania, dar nu au avansat deloc. O armată condusă de James Stanhope a ajuns la Madrid împreună cu arhiducele Carol, dar a fost obligată să capituleze la Brihuega când francezii au primit întăriri din țară. Alianța începuse, între timp, să slăbească. În Marea Britanie Marlborough și-a pierdut influența politică: sursa acesteia era prietenia dintre soția lui și regina Ana, iar aceasta din urmă a demis-o pe ducesa de Marlborough din toate funcțiile și a izgonit-o de la curte. În plus, guvernul Whig care susținuse războiul a căzut, iar noul guvern Tory dorea pacea.
În 1711, arhiducele Carol a devenit împărat al Sfântului Imperiu Roman, în urma morții subite a fratelui său mai mare, Iosif. În acel moment, o victorie decisivă pentru Austria, cu unirea Sfântului Imperiu Roman cu coroana spaniolă ar fi creat un dezechilibru la fel de mare ca victoria Franței.
Marlborough a obținut o victorie strategică în fața lui Villars, rupând liniile franceze de la Ne Plus Ultra și cucerind orașul Bouchain, dar a fost apoi rechemat în Marea Britanie la sfârșitul războiului, fiind înlocuit cu ducele de Ormonde. Britanicii, în frunte cu secretarul de stat Henry St John, au inițiat o corespondență secretă cu marchizul de Torcy, excluzându-i pe olandezi și pe austrieci din negocieri. Ducele de Ormonde a refuzat să trimită soldați britanici în luptă, așa încât în 1712 francezii lui Villars au recuperat mult teren pierdut. Villars și-a continuat apoi cu succes ofensiva. În același timp, trupele franceze ieșeau câștigătoare în Spania, cucerind Barcelona.
Marea Britanie și Țările de Jos au încetat lupta împotriva Franței după ce s-a semnat tratatul de la Utrecht în 1713. Barcelona, care susținuse revendicarea arhiducelui și a aliaților în 1705, a capitulat în fața armatei Bourbonilor la 11 septembrie 1714 în urma unui lung asediu, punând capăt prezenței aliaților în Spania.
Ostilitățile între Franța și Austria au continuat până în 1714, când au fost ratificate tratatele de la Rastatt și Baden, punând capăt Războiului Succesiunii Spaniole. Spania a ratificat mai greu tratatele de pace; conflictul ei cu Austria a continuat până în 1720, după ce a fost învinsă de toate puterile în Războiul Cvadruplei Alianțe.

## Indiile de Vest și America de Sud
Războiul pe mări și în Indiile de Vest a fost unul mai ales economic. Flotele de comori ale Spaniei și Portugaliei au fost atacate de inamicii lor, iar avanposturile coloniale au fost supuse raidurilor efectuate fie de flote de corsari angajate pentru profit de nobili și negustori, fie de o combinație de vase militare și particulare. Aceste flote atacau așezări slab apărate și le jefuiau sau cereau răscumpărării în bunuri sau sclavi, uneori în beneficiul plantațiilor învingătorului. Singura schimbare permantentă de control a avut loc în St. Kitts, unde se aflau plantații franceze și engleze.
În unele colonii, pregătirile defensive dinaintea conflictului începuseră încă din 1699, dată fiind starea precară a sănătății lui Carol al II-lea. Christopher Codrington, guvernatorul britanic din Insulele Leeward, a organizat imediat o campanie de îndepărtare a francezilor din St. Kitts, după ce a aflat în iulie 1702 despre declarațiile de război. După acest succes minor (guvernatorul francez a capitulat în fața forței net superioare) a încercat să cucerească Guadelupa în 1703, dar nu a reușit, provocând doar pagube majore înainte de a se retrage. Francezii au răspuns în 1706 cu un raid în St. Kitts; o tentativă similară în Nevis a eșuat, dar următoarea a avut succes, fiind condusă de Pierre Le Moyne d'Iberville. D'Iberville, care a murit în același an de o boală tropicală în timp ce plănuia să atace Charles Town din Caroline, a fost acuzat că și-a îmbogățit propriile plantații cu sclavi luați în urma raidului, pe pierderea altor investitori din expediția sa.
Flotele franceză, engleză și spaniolă erau toate active în Indiile de Vest. În toamna lui 1701, atât Franța cât și Anglia au trimis flote acolo; flota franceză a lui Château-Renault a fost, cu 28 de vase de linie, mai mare decât orice flotă europeană trimisă până atunci în Caraibe. El și John Benbow, amiral al flotei britanice mai mici, s-au evitat unul pe altul, iar Château-Renault a escortat la întoarcere flota spaniolă din Vera Cruz care a fost ulterior distrusă în golful Vigo. Benbow a rămas pe mare și, în august 1702, l-a atacat pe Jean du Casse într-o acțiune extinsă lângă coastele Americii de Sud în care a fost rănit mortal.
Jean-François Duclerc, un corsar francez, a atacat Rio de Janeiro și transporturile sale de aur în 1710. Raidul său a eșuat, iar el a fost închis la Rio și apoi ucis. Francezii au răspuns umilinței cu un al doilea raid reușit în 1711.
În 1712, amiralul francez Jacques Cassard a lansat o expediție ce a atacat Montserratul britanic și mai multe avanposturi coloniale olandeze, printre care Sint Eustatius, Curaçao, și Surinam.

## America de Nord
În America de Nord, războiul a fost dus mai ales de coloniștii englezi împotriva celor francezi și spanioli, fiecare parte atrăgând susținerea triburilor băștinașe, fiind susținuți și de expediții navale din metropole. În sud-est, Provincia Carolina a englezilor a dus o expediție eșuată la St. Augustine în Florida Spaniolă, precum și numeroase raiduri împotriva băștinașilor aliați cu spaniolii, decimând populația acestora. Francezii și spaniolii au răspuns cu o expediție împotriva orașului Charles Town, capitala Carolinei.
Acadia și frontiera între Canada Franceză și Provincia Massachusetts Bay (engleză) au fost și ele teatru de luptă. Francezii și aliații lor autohtoni au atacat în mod repetat comunitățile învecinate din Massachusetts și New Hampshire, dar au evitat conflictul în New York de teamă să nu-i stârnească pe Iroquois, cu care negociaseră pace în 1701. Milițiile din Massachusetts au încercat în mod repetat să captureze capitala Port Royal, Acadia, dar a fost nevoie de o expediție navală majoră autorizată de regina Ana pentru a cuceri Acadia în 1710. Regina Ana a autorizat și o expediție majoră împotriva orașului Quebec în 1711; această expediție, condusă de amiralul Hovenden Walker, a fost un dezastru complet. Peste 800 de oameni au murit și mai multe vase au naufragiat pe stâncile de la gura râului Sf. Laurențiu.
În nordul îndepărtat, englezii au trimis de mai multe ori flote pentru a ataca așezările franceze și a distruge cherhanalele de pe Newfoundland, dar au pierdut St. John's în 1708-1709 după ce francezii au venit pe uscat din Plaisance.

## Urmări

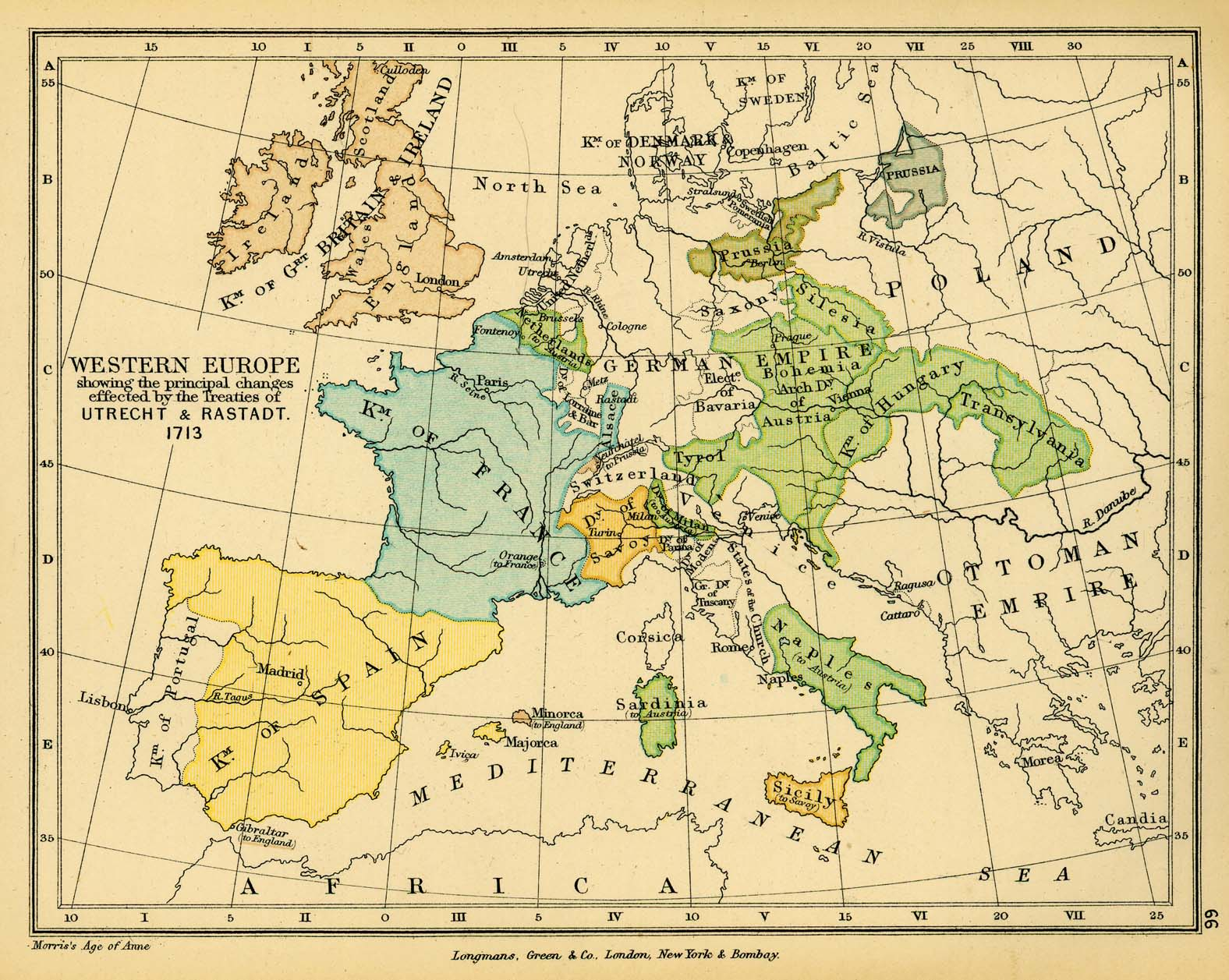
Hartă a graniţelor din Europa de Vest în urma tratatelor de la Utrecht și Rastatt.

Conform păcii de la Utrecht, Filip a fost recunoscut ca rege sub numele de Filip al V-lea al Spaniei, dar a renunțat la locul său în linia franceză de succesiune, evitând astfel unirea coroanelor Franței și Spaniei. El a păstrat imperiul colonial spaniol, dar a cedat Țările de Jos Spaniole, Neapole, Milanul și Sardinia Austriei; Sicilia și unele părți ale ducatului Milanului Savoiei; și Gibraltarul și Minorca, Marii Britanii. În plus, britanicii au primit drepturi exclusive de a face comerț cu sclavi în America Spaniolă timp de treizeci de ani, așa numitul asiento.
În ce privește organizarea politică a regatelor, Filip a emis decretele Nueva Planta, urmând abordarea centralizatoare a Bourbonilor în Franța, punând capăt autonomiei politice a regatelor care alcătuiseră Coroana Aragonului; acestea erau teritoriile din Spania care îl susținuseră pe arhiducele Carol și care până atunci își păstraseră propriile instituții într-un context de autonomie largă, separate de restul pământurilor spaniole. Pe de altă parte, Navarra și Țara Bascilor, ambele susținătoare ale regelui împotriva pretendentului Habsburg, nu și-au pierdut autonomia și și-au păstrat propriile instituții și legi tradiționale (fueros).
Teritoriul european francez nu a suferit mari modificări. Dorințele de a inversa expansiunea franceză până la Rin, ce avusese loc de la jumătatea secolului al XVII-lea, nu s-au realizat, dar nici granița franceză în Țările de Jos nu a fost împinsă înapoi. Franța a acceptat să înceteze susținerea acordată Stuarților pretendenți la tronul britanic, recunoscând-o pe Ana ca regină legitimă. Franța a renunțat la diferite posesiuni coloniale din America de Nord, recunoscând suveranitatea britanică asupra Țării lui Rupert și asupra Newfoundlandului, și cedând Acadia și jumătatea sa din Saint Kitts. Olandezii au primit dreptul de a deține diferite cetăți din Țările de Jos Spaniole, și li s-a permis să anexeze o parte din Gueldersul spaniol.
Prin pacea de la Utrecht, războaiele purtate pentru a preveni hegemonia franceză, care dominaseră a doua jumătate a secolului al XVII-lea și începutul secolului al XVIII-lea au luat sfârșit. Franța și Spania, ambele cu regi Bourboni, au rămas aliate în anii ce au urmat.